# Козленя, Николай Николаевич
Никола́й Никола́евич Козле́ня (род. 25 октября 1971, Болотное, Новосибирская область, РСФСР, СССР) — российский серийный убийца, в период с 1998 по 1999 годы совершил 5 убийств и 2 покушения на водителей с целью завладения их автотранспортом.

## Биография

### Детство и юность
Николай Козленя родился 25 октября 1971 года в городе Болотное Новосибирской области в семье железнодорожника. Вскоре после рождения его семья переехала в город Тайга Кемеровской области. Там он окончил школу, поступил в железнодорожный техникум, учился хорошо, являлся старостой своей группы. Окончив его, Козленя ушёл в армию в тот период, когда она была охвачена повальным пьянством и всевластием дедовщины. По версии следователя, который вёл его дело, именно она и стала причиной изменений в психике Козлени. В армии он попытался вскрыть себе вены, но попытка самоубийства не удалась. После этого Козленя был комиссован.
Вернувшись домой, Козленя несколько лет проработал путевым обходчиком, числился на хорошем счету. После этого он поступил в Новосибирский институт путей сообщения, из которого, проучившись какое-то время, ушёл. Затем Козленя попробовал заниматься бизнесом, но быстро прогорел.
Следователь по делу Козлени рассказывал:
Цель обогащения была для него идеей фикс, которую он на протяжении всей своей жизни пытался реализовать. Была у него голубая мечта — яхта, белая ковбойка.

### Преступления
Первое покушение на убийство Козленя совершил в ноябре 1998 года в Томске. Тогда он, посидев в ресторане, узнал, что у него не хватает денег на оплату счёта. Оставив в залог куртку, он вышел из ресторана и остановил водителя-частника Анатолия Глушкова на автомобиле «ГАЗ-31029». Доехав до нужного места, он выхватил нож и попытался зарезать водителя. Получив 3 ранения в шею и грудь, тот оказал активное сопротивление, и преступник бежал, бросив нож и так и не забрав куртку из ресторана. Козленя был довольно быстро установлен и объявлен в федеральный розыск.
Решив заниматься криминальным промыслом, Козленя вернулся в Новосибирск, купил ружьё-«горизонталку» тульского производства и сделал из него обрез. После этого он арендовал гараж (впоследствии несколько раз менял гаражи) и начал совершать преступления.
Все преступления совершались по одной и той же схеме: обрез был спрятан в спортивной сумке, Козленя останавливал водителя, не торгуясь, соглашался на предложенную цену, садился на заднее сиденье и называл адрес, неподалёку от арендованного гаража. Доехав до нужного места, Козленя стрелял водителю в голову, затем перекладывал его труп на правое пассажирское сиденье.
4 из 5 убийств Козленя совершал с помощью своей несовершеннолетней напарницы Анастасии Бобович, которая отвлекала водителей, пока убийца доставал оружие. Козленя угрожал ей и заставлял флиртовать с покупателями запчастей, чтобы те были более сговорчивыми.
Жертвы
- Первое убийство Козленя совершил 31 декабря 1998 года. Убийца вывез тело убитого Бориса Крошкина на его автомобиле «ВАЗ-2105» и бросил в случайном дворе; автомобиль впоследствии разобрал на запчасти и продал.
- В марте 1999 года Козленя совершил 3 убийства (таксистов Владимира Юрченко, Алексея Баранова и Владимира Лисицы), затем сложил их тела в один автомобиль («ВАЗ-2107», принадлежавший Юрченко), вывез подальше от арендованного гаража и сжёг. Таким образом, убийство Владимира Юрченко было совершено для того, чтобы с помощью его автомобиля избавиться от трупов[1].
- В апреле того же года был ранен Максим Суров, добычей Козлени стал автомобиль «ВАЗ-2109».
- В мае 1999 года Козленя переехал в Челябинск, где совершил пятое убийство — 28 мая был убит водитель Сергей Синицын, добычей убийцы стал автомобиль «ВАЗ-2105».

### Арест, следствие и суд
21 марта 2001 года Николай Козленя был арестован. Была задержана и Анастасия Бобович, однако впоследствии суд оправдал её. Козленя признался в совершении пяти убийств. Во время следствия и на суде несколько раз он пытался сымитировать сумасшествие и объявлять себя невиновным.
19 декабря 2002 года Новосибирский областной суд приговорил Николая Козленю к пожизненному лишению свободы с отбыванием наказания в колонии особого режима. В 2003 году Козленя был этапирован в колонию для пожизненно осуждённых «Чёрный дельфин» города Соль-Илецк Оренбургской области.

## В массовой культуре
- Документальный фильм «Вези меня, извозчик!» из цикла «Криминальная Россия» (2005)